# Райнфельд (Омская область)
Ра́йнфельд — деревня в Марьяновском районе Омской области России, в составе Заринского сельского поселения.

## Физико-географическая характеристика
Деревня находится в лесостепи в пределах Ишимской равнины, являющейся частью Западно-Сибирской равнины. К юго-востоку озеро Райнфельд. Почвы — солонцы луговые (гидроморфные) и чернозёмы языковатые обыкновенные.
По автомобильным дорогам расстояние до областного центра города Омск составляет 78 км, до районного центра посёлка Марьяновка — 30 км, до административного центра сельского поселения села Заря Свободы — 12 км.

## История
Основана в 1914 году. Основатели из Причерноморья. До 1917 года — лютеранское поселение Омского уезда Акмолинской области. В 1926 году имелась начальная школа

## Население
Динамика численности населения по годам:
| 1920 | 1926 | 1970 | 1979 | 1989 |
| ---- | ---- | ---- | ---- | ---- |
| 173  | 218  | 308  | 254  | 226  |

| 2010 |
| ---- |
| 235  |

## Инфраструктура
В деревне одна полноценная улица (ул. Зелёная) и ул. Новая, на которой всего 2 дома. Изначально деревню населяли немцы, однако в нынешнее время осталась только одна семья. Несмотря на то, что в деревне была одна улица, здесь была школа (до 4 классов), детский сад, клуб, общественная баня, котельная отапливающая: ФАП, школу, магазин, клуб.